# Bartolomeo Passarotti

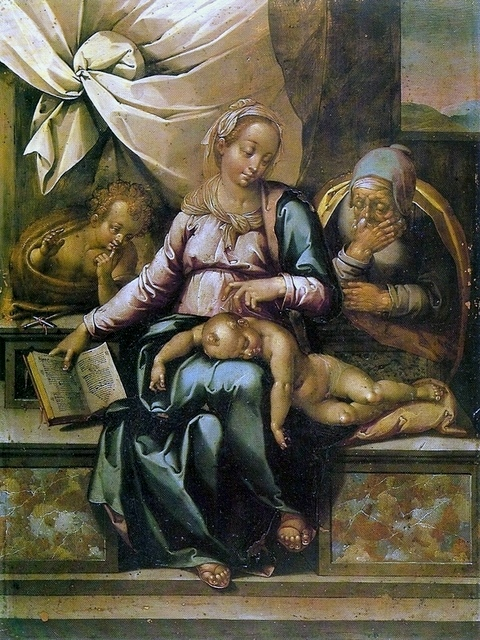
Święta Rodzina

Bartolomeo Passarotti (ur. 28 czerwca 1529 w Bolonii, zm. 3 czerwca 1592 tamże) – włoski malarz okresu manieryzmu. Związany był głównie z rodzinnym miastem.
Około 1551–1560 pracował w Rzymie. Malował obrazy religijne, sceny rodzajowe i portrety. Był prekursorem włoskiego malarstwa rodzajowego, stylistycznie i treściowo nawiązując do Pietera Aerstena i Joachima Beuckelaera. Swoje obrazy sygnował wizerunkiem wróbla (wł. passerotto – wróbelek).
Jego synowie: Tiburzio, Ventura i Aurelio oraz wnukowie: Gaspare i Arcangelo również byli malarzami.

## Dzieła
- Botanik – Rzym, Galleria Spada
- Dwie przekupki i dziecko z drobiem i warzywami (ok. 1580) – Berlin, Gemaeldegalerie
- Hodowca psów (1585-90) – Florencja, Galleria Palatina
- Koronacja NMP ze świętymi – Adelaide, Art Gallery of South Australia
- Portret dowódcy (1575-80) – Berlin, Gemaeldegalerie
- Portret papieża Grzegorza XIII (ok. 1580) – Gotha, Schloss Fridenstein
- Portret papieża Piusa V (ok. 1566) – Baltimore, The Walters Art Museum
- Portret Sertorio Sertoriego (1577) – Modena, Galleria Estense
- Rodzina Perracchini (1569) – Rzym, Galleria Collona
- Sklep rzeźnicki (1578-80) – Rzym, Galleria Nazionale d’Arte Antica
- Sprzedawcy kurczaków – Florencja, Collezione Roberto Longhi
- Stragan rybny (1578-80) – Rzym, Galleria Nazionale d’Arte Antica
- Święta Katarzyna Sieneńska (1580) – Scandiano, Nativita di Maria
- Święty Dominik i albigensi – Bolonia, Pinacoteka Nazionale